# Gastón Páez
Gastón Páez (Montevideo, 22 settembre 1979) è un ex cestista uruguaiano.

## Carriera
Ha partecipato a quattro edizioni dei Campionati americani (2003, 2005, 2007, 2009).